# Ebba Haslund
Ebba Haslund, född 12 augusti 1917 i Seattle, Washington, död 10 juli 2009 i Oslo, var en norsk författare och dramatiker. 
Haslund studerade litteratur vid Universitetet i Oslo. Hon debuterade 1945 med novellsamlingen Også vi. Utöver sitt författarskap var hon också känd som litteraturkritiker i Aftenposten och radiokåsör på NRK.
Hon var styrelsemedlem i Norske Dramatikeres Forbund, styrelsemedlem i Norsk PEN, ordförande i Ungdomslitteraturens forfatterlag 1965 till 1971 och ordförande i Den norske Forfatterforening mellan 1971 och 1975. Hon engagerade sig dessutom för det norska riksmålet.
Haslund betecknade sig som värdekonservativ, och har tidigare varit representant för Høyre i Stortinget. Haslund blev tidigt känd för sitt kvinnopolitiska engagemang och i tal och skrift deltog hon aktivt i samhällsdebatten. Förutom kvinnosaken engagerade sig Haslund också i fredssaken, både som atomvapenmotståndare, men under senare år också som kritiker av krigföringen i Irak, och speciellt Norges deltagande i detta.
Ebba Haslund skrev mer än fyrtio pjäser för NRK Radioteatret. Haslund avled den 10 juli 2009.